# 第4F海軍航空隊
第4F海軍航空隊（フランス語：Flottille 4F）は、フランス海軍海軍航空隊の一つ。 1940年12月1日に創設された。
2008年時点でグラマン E-2Cを3機保有している。

## 配備基地
- アガディール海軍航空基地（1944年6月 - 1944年9月）
- ポール＝リョーテ海軍航空基地（1944年10月 - 1944年11月）
- コニャック第135空軍基地（1944年11月 - 1945年5月）
- ディエール・ル・パリヴェストル海軍航空基地（1945年5月 - 1947年1月）
- 「ディズミュド」 （1947年1月 - 1947年4月）
- ディエール・ル・パリヴェストル海軍航空基地（1947年4月 - 1947年9月）
- 「ディズミュド」（1947年9月 - 1948年5月）
- ディエール・ル・パリヴェストル海軍航空基地（1948年5月 - 1952年9月）
- カロウバ海軍航空基地（1952年9月 - 1958年7月）
- ディエール・ル・パリヴェストル海軍航空基地（1958年7月 - 1962年10月）
- 「クレマンソー」（1962年10月 - 1963年6月）
- ディエール・ル・パリヴェストル海軍航空基地（1963年7月 - 1964年6月）
- ラン＝ビウエ海軍航空基地（1964年7月 - 1997年6月）
- ラン＝ビウエ海軍航空基地（2000年3月 - ）

## 装備機
- ダグラス SBD（1944年6月 - 1949年9月）
- カーチス SBC（1949年4月 - 1951年4月）
- グラマン TBF（1951年9月 - 1960年2月）
- ブレゲー アリゼ（1960年2月 - 1997年6月）
- グラマン E-2C（2000年3月 - ）